# Güzpınarı, Feke
Güzpınarı là một xã thuộc huyện Feke, tỉnh Adana, Thổ Nhĩ Kỳ. Dân số thời điểm năm 2009 là 577 người.